# Пілу Асбек

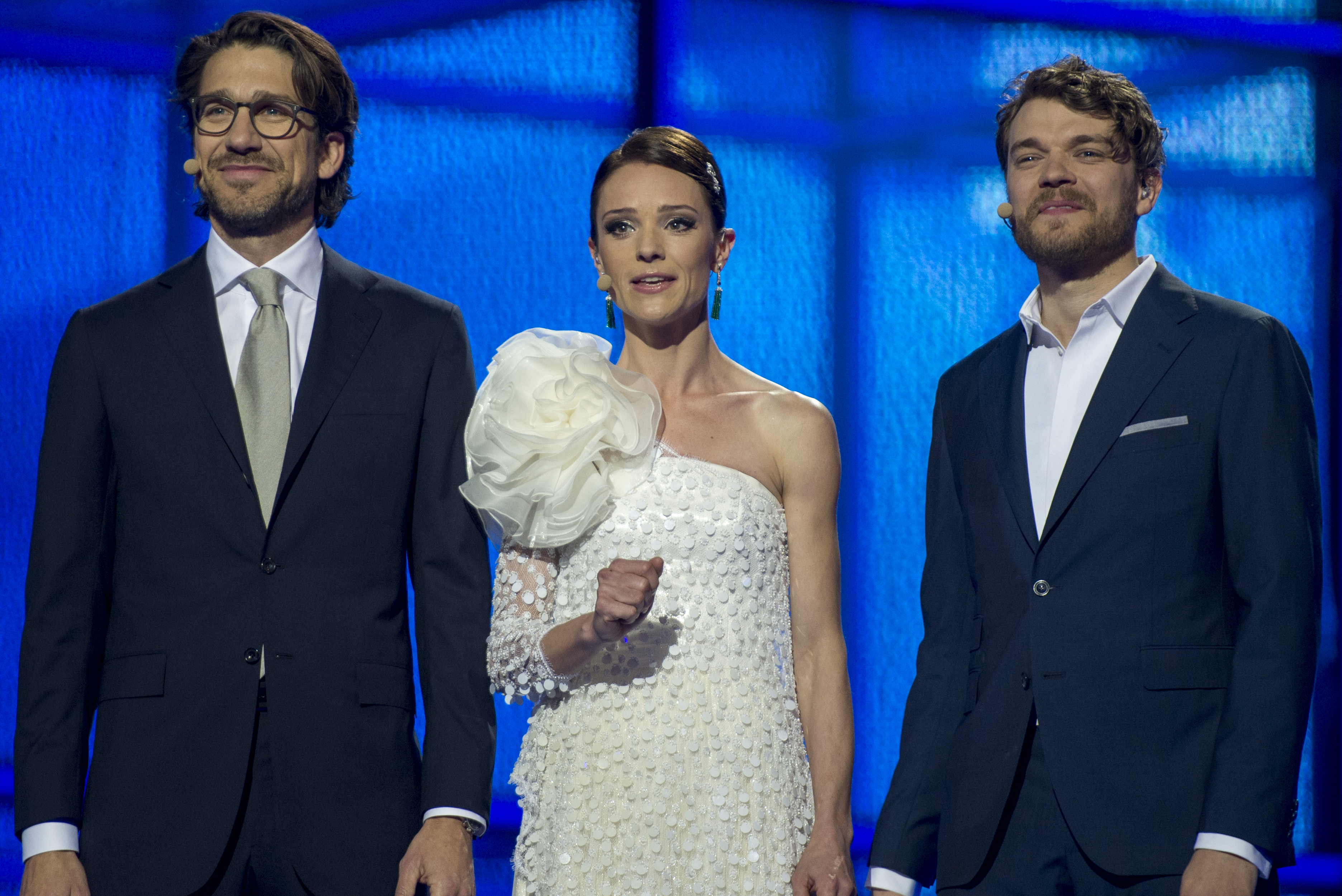
Пілу Асбек (праворуч) ведучий на Євробаченні-2014

Йохан Філіп «Пілу» Асбек (нар. 2 березня 1982) — данський актор.

## Особисте життя
Його партнер драматург Анна Бро, донька данської актриси Vigga Bro. У пари є дочка, Агнес, народилася 31 грудня 2012 року.

## Фільми та ТБ
- To verdener (2008)
- Dig og Mig (2008)
- Comeback (2008)
- Forbrydelsen II (2009)
- En familieA Family (2010 film)[en] (2010)
- Уряд (2010—2013)
- R (2010)
- Bora BoraBora Bora (2011 film)[en] (2011)
- A HijackingA Hijacking[en] (2012)
- Борджіа (телесеріал) (2013)
- Люсі (2014)
- Гра престолів (2011—2019) — Еурон Грейджой
- Привид у броні (фільм) (2017)
- Оверлорд (2018)
- За межею (2021) — Віктор Коваль
- Самаритянин (2022)
- Аквамен і загублене королівство (2023)
- Салемз Лот (2024)